# Єфросинія Мстиславівна
Єфроси́нія Мстисла́вівна — руська князівна, королева Угорщини (1146—1162). Представниця дому Рюриковичів. Дочка київського князя Мстислава Володимировича, онука Володимира Мономаха. Дружина угорського короля Гейзи II. Мати угорських королів Стефана III та Бели III. Після смерті чоловіка в 1162 році була регентом при сині Стефані III. Виступала проти політики Бели III на зближення з Візантією, який заслав її до монастиря.

## Біографія
У 1146 році вийшла заміж за угорського короля Гейзу II, стала угорською королевою (1146—1162).
Мати сімох дітей, з них двоє — угорські королі — Стефан III та Бела III. Після смерті свого чоловіка у 1162 році була регентшею угорських королів. Була противницею політики зближення із Візантією і на цьому ґрунті опинилася у конфлікті із власним сином Белою ІІІ, котрий ув'язнив її спочатку у фортеці Браничево, а пізніше змусив стати черницею у монастирі іоаннітів в Єрусалимі.
Померла у 1193 році в монастирі св. Сави та була похована у церкві Теотокаса при Лаврі св. Феодосія. Та як зазначають сучасні дослідники, гробниця її пустує, оскільки тіло перенесено на Русь. Насправді ж згідно із новішими дослідженнями, Єфросинія була похована в Угорщині в Альбенському монастирі.

## Родина
Чоловік — Геза II
Діти:
- Стефан III (1147 – 4 березня 1172) — король Угорщини;
- Бела III (1148 – 23 квітня 1196) — король Угорщини;
- Єлизавета (1149 – 1189) — княгиня Богемії;
- Ґеза (1151 – 1210) — принц Угорщини;
- Арпад — помер в дитинстві;
- Одола (1156 – 1199) — Богемська князівна, дружина князя Святоплука;
- Єлена (1158 – 25 травня 1199) — княгиня Австрії;
- Маргарита (1162 – 1208) — княжна.